# Denz
För R&B-artisten Abel Tesfaye, se The Weeknd.
Abel Tesfay, känd som Denz, född 11 juni 1993 i Bromma församling, Stockholm, är en svensk-eritreansk rappare som slog igenom 2014 med låtarna Jetski och Måste.

## Biografi
Tesfay flyttade till Stockholmsförorten Rissne som 15-åring. Han skulle under sin karriär komma att representera detta område. Hans hiphopkarriär började år 2014, när han gjorde ett uppmärksammat inhopp på artisten Pato Poohs låt Västeraq. Detta inhopp följdes upp av låten Jetski, som Jeff Roman, skivbolaget Nivys producent, övertygade Denz att spela in. Denna låt, som blev en stor hit, följdes upp med Måste, som nådde ännu högre siffror.
Tesfay släppte under de följande åren ett antal singlar, och släppte debutalbumet Medan vi lever 2019 med en tillhörande kortfilm. Albumet blev en stor framgång, fick 4/5 av Dagens Nyheter och låg kvar i Sveriges Top 50-lista under ett tag.
Tesfays debutlåtar Jetski och Måste hade i oktober 2020 nära 1,3 miljoner respektive 3 miljoner streams på Spotify, och hans mest populära låt, Ekta, ligger på närmare 7 miljoner streams.

## Diskografi

### Album
- 2019 – F.T.T.R, VVS Music
- 2019 – Medan vi lever, VVS Music

### Singlar
- 2014 – Jetski, Nivy
- 2014 – Måste, Nivy
- 2015 – Varje dag, Nivy
- 2015 – Jag har den, Nivy
- 2016 – Ingen lall, Nivy
- 2016 – 29 juli, Nivy
- 2016 – Panamera, Nivy
- 2016 – Driftig, NBLsound
- 2017 – Dash, Nivy
- 2017 – Vad du vill, Nivy
- 2017 – Diamanter, Nivy
- 2017 – Ekta, Nivy
- 2017 – Ögon, Nivy
- 2018 – Bara vi, Spinnup
- 2018 – Stay down, Nivy
- 2018 – Medicinen, Nivy
- 2018 – Kasta tillbaka, Nivy
- 2018 – Tarantino, Nivy
- 2018 – Stack up, Redline Recordings
- 2018 – Alla vet, Nivy
- 2018 – På mig, Nivy
- 2019 – Beef, VVS Music
- 2019 – Schackmatt, VVS Music
- 2019 – Money, VVS Music
- 2019 – De sant, VVS Music
- 2019 – Arlanda, VVS Music
- 2019 – Bella bella, VVS Music
- 2019 – Splash, VVS Music
- 2019 – Selfie, VVS Music
- 2020 – Bags, VVS Music
- 2020 – Fyller år, Universal Music
- 2020 – 11 manna, Nerubel Music
- 2020 – Shikorina, VVS Music
- 2020 – No time, Elite Records
- 2020 – Feel me, VVS Music

### Inhopp
- 2014 – Sthlm stad (Remix) (med Abidaz, Yasin, Kartellen mfl.), Universal Music
- 2016 – Som oss (med iSHi, Michel Dida och Abidaz), Kobalt Music
- 2017 – Högre än nånsin (med Henx, Shivano och Pato Pooh), Henx
- 2017 – iPhone (med Black Moose och Mwuana), Warner Music
- 2017 – Diva (Remix) (med Aki, Dree Low, Yasin mfl.), R.
- 2018 – Min penna blöder (med Z.E), Team Platina
- 2018 – Moves (med Ison, Dree Low mfl.), Sony Music
- 2020 – Playlist 3 (med Stress), Universal Music